# Контошинська сільська рада
Конто́шинська сільська рада (рос. Контошинский сельский совет) — сільське поселення у складі Косіхинського району Алтайського краю Росії.
Адміністративний центр — село Контошино.

## Історія
Станом на 2002 рік існували Контошинська сільська рада (села Контошино, Овчинниково, Озеро-Красилово, селища 44 км, Косіха) та Романовська сільська рада (село Романово, селище Баюново).
2011 року ліквідована Романовська сільська рада, територія увійшла до складу Контошинської сільради. Селище Баюново було передано до складу Баюновської сільради. Селище Косіха ліквідовано 2010 року, селище 44 км — 2015 року.

## Населення
Населення — 1324 особи (2019; 1664 в 2010, 1979 у 2002).

## Склад
До складу сільської ради входять:
| Населений пункт       | Населення, осіб (2002) | Населення, осіб (2010) |
| --------------------- | ---------------------- | ---------------------- |
| 44 км, селище         | 2                      | 2                      |
| Контошино, село       | 960                    | 846                    |
| Косіха, селище        | 9                      | 0                      |
| Овчинниково, село     | 385                    | 310                    |
| Озеро-Красілово, село | 301                    | 239                    |
| Романово, село        | 322                    | 267                    |